# Сент-Омер-Сюд
Сент-Омер-Сюд (фр. Saint-Omer-Sud) — упраздненный кантон во Франции, регион Нор-Па-де-Кале, департамент Па-де-Кале. Входил в состав округа Сент-Омер.
В состав кантона входили коммуны (население по данным Национального института статистики за 2009 г.):
- Визерн (3 343 чел.)
- Лонгнесс (11 015 чел.)
- Сент-Омер (5 732 чел.) (частично)
- Татенган (1 794 чел.)

## Экономика
Структура занятости населения (без учета города Сент-Омер):
- сельское хозяйство — 0,7 %
- промышленность — 13,7 %
- строительство — 5,5 %
- торговля, транспорт и сфера услуг — 46,3 %
- государственные и муниципальные службы — 33,9 %

## Политика
На президентских выборах 2012 г. жители кантона отдали Франсуа Олланду в 1-м туре 32,2 % голосов против 23,8 % у Николя Саркози и 22,8 % у Марин Ле Пен, во 2-м туре в кантоне победил Олланд, получивший 56,0 % голосов (2007 г. 1 тур: Сеголен Руаяль — 28,6 %, Саркози — 26,4 %; 2 тур: Руаяль — 52,9 %). На выборах в Национальное собрание в 2012 г. по 8-му избирательному округу департамента Па-де-Кале они поддержали действующего депутата, кандидата Социалистической партии Мишеля Лефэ, набравшего 52,3 % голосов в 1-м туре и 64,2 % — во 2-м туре. (2007 г. Мишель Лефэ (СП): 1 тур — 53,1 %). На региональных выборах 2010 года в 1-м туре победил список социалистов, собравший 38,3 % голосов против 18,5 % у Национального фронта и 17,7 % у списка «правых». Во 2-м туре единый «левый список» с участием социалистов, коммунистов и «зелёных» во главе с Президентом регионального совета Нор-Па-де-Кале Даниэлем Першероном получил 55,3 % голосов, «правый» список во главе с сенатором Валери Летар занял второе место с 23,5 %, а Национальный фронт Марин Ле Пен с 21,2 % финишировал третьим.
|  | Кандидат           | Партия                    | % голосов |
|  | ------------------ | ------------------------- | --------- |
|  | Жан-Мари Барбье    | Социалистическая партия   | 66,13     |
|  | Франсуа Декостер   | Союз за народное движение | 20,11     |
|  | Кантен Буржуа      | Национальный фронт        | 7,92      |
|  | Рене Ванденкоорнюз | Коммунистическая партия   | 5,84      |